# X 200 (CFC)
Ne doit pas être confondu avec X 200 (SNCF).
,,
Les X 200 des Chemins de fer de la Corse (CFC) sont des autorails construits aux ateliers de Choisy-le-Roi par Renault et mis en service sur la ligne de Bastia à Ajaccio en 1950. Ils assurent un service continu sur cette ligne pendant quarante ans, puis sont relégués aux « trains-tramways de la Balagne » (Calvi - L'Île-Rousse), fonctionnant pendant la saison estivale les jours ouvrables. Leur légendaire robustesse et solidité fait qu'une soixantaine d'années après leur mise en ligne, trois engins sont encore officiellement en service au 1er juillet 2009, grâce à un entretien régulier aux Ateliers de Casamozza et au remplacement du moteur. Mais la réforme arrive pour la fin de l'année 2009.

## Histoire
Pendant la Seconde Guerre mondiale, les autorails Billard no 102 (type A 210 D) et no 116 (A 150 D) encore presque neufs ont été détruits sous les bombardements, respectivement en 1943 à Bastia et en 1942 à Casamozza. En outre, le no 103 a été détruit par un incendie en 1946. Restent toutefois neuf autorails Billard, ce qui est largement suffisant pour assurer le maigre programme de circulation d'après-guerre, avec en outre la perte de la majeure partie de la ligne de la côte orientale corse. Or, l'administration des Ponts et Chaussées, confirmée en tant qu'exploitant « provisoire » par un décret du 9 février 1948, passe rapidement commande de deux locotracteurs Brissonneau et Lotz, et de huit autorails Renault du type ABH 8. Ce type est dérivé des types ABH 1 et ABH 5 livrés aux Chemins de fer de Provence en 1935/37 et 1942/45 en deux fois six exemplaires, alors que le ABH 1 est à son tour issu du type VH à voie normale, premier autorail français construit en grande série à partir de 1932. Les ABH 2 et 7 correspondent à des livraisons pour l'Indochine française, et les ABH 3 et 4 pour l'Afrique-Occidentale française. Hormis la commande pour la Corse, l'unique série d'après-guerre a porté sur les trois ABH 6 livrés en 1948 pour les Chemins de fer des Côtes-du-Nord, où ils ont porté les no 31-33,.
À partir de mars 1950, les autorails assurent l'ensemble des trains de voyageurs sur le réseau corse. Les grands Billard A 210 D connaissant de fréquents problèmes de moteur et les A 150 D étant trop peu puissant pour respecter les horaires ambitieux avec une remorque (sauf sur la ligne de Ponte-Leccia à Calvi), les ABH 8 prennent de plus en plus d'importance dans l'exploitation. Ils représentent le « haut de gamme » du matériel à voie métrique de l'époque. L'aménagement intérieur en classe unique renonce à toutes fioritures et répond surtout à l'aspect pratique, mais les quatre premières unités X 201-204 se démarquent par un bar adossé à la cloison côté compartiment à bagages. En raison du sureffectif du personnel de l'époque, les ABH 8 circulent en général avec quatre agents, à savoir conducteur, chef de train, barman et un agent affecté à la surveillance du moteur (quand le conducteur opère dans la cabine de conduite du côté opposé). Pour des raisons de capacité, plutôt que de rouler avec des petites remorques Billard, les ABH 8 tractent souvent des voitures de voyageurs De Dietrich légèrement modifiées et repeintes pour servir de remorques d'autorail. Sont concernées les voitures no 1601 à 1608 de 1920 et 1927, et les voitures no 1663-1665 de 1932, dont trois au total équipés d'un compartiment postal. D'après les documents iconographiques, il paraît que cet usage a cessé autour de 1960,.
En raison de leur poids total important en service commerçial de 31,5 t, les Renault ne peuvent circuler que sur la ligne de Bastia à Ajaccio, où l'infrastructure est maintenue dans un meilleur état. La SACFS, nouvel exploitant à partir de l'été 1965, les juge toutefois trop lourds et les remplace par des autorails Billard récarrossés, qui se distinguent par un centre de gravité plus bas et un poids réduit. Effectivement, les Billard permettent de réduire les temps de parcours sur une infrastructure vieillissante, même si les problèmes mécaniques se multiplient. Entre 1965 et la mise sous séquestre du réseau fin 1971, les ABH 8 n'assurent que de rares trains et ne bénéficient que d'un entretien minimal. Le no 208 est mis à la ferraille après un accident en 1967. La donne change lors de la reprise de l'exploitation par la CFTA début 1972. Les Billard sont à bout de souffle, et la CFTA se hâte de remettre en état les Renault. Seulement quatre Billard restant opérationnels en 1974, la plus grande charge du trafic de la ligne centrale pèse désormais sur les Renault, et ceci jusqu'à la fin des années 1980. Malgré leur âge déjà avancé, ils montrent une fiabilité à toute épreuve, quelles que soient les conditions météorologiques surtout en hiver avec la neige au col de Vizzavonna. Ceci n'est pas le cas des nouveaux X 2000 livrés en 1975/76 qui ne sont utilisés que pour les trains rapides et ne peuvent tirer leur remorques livrées et prévues pour eux, dans les cols en raison d'une puissance trop faible, et même après la livraison des deux X 5000, les ABH 8 continuent d'assurer les trains omnibus Bastia - Ajaccio et retour.
D'une année sur l'autre, l'effort de modernisation sur les ABH 8 porte sur davantage d'éléments. Les jupes de bas de caisse sont déposées  pour alléger la caisse des engins et les moteurs initiaux sont remplacés par des 517-P  Poyaud. Les no 201, 206 et 207 sont munis de  sièges individuels modernes et reçoivent la livrée « Arzens » telle que celle appliquée sur les voitures Grand Confort de la SNCF étant l'ancien employeur du directeur de la CFTA de l'époque. Face au succès grandissant des trains-tramways de la Balagne (Calvi - L'Île-Rousse), la CFTA décide d'affecter des autorails Renault à ces dessertes, plus capacitaires que les Billard. L'emploi sur la section Ponte-Leccia - L'Île-Rousse reste cependant strictement défendu, et lors de transferts de matériel entre Bastia / Casamozza et Calvi, cette section est parcourue sans voyageurs, à vitesse de pas d'homme et avec les plus grandes précautions et ceci à cause du très mauvais état de la voie. - Pour permettre une exploitation efficace, les no 202 et 204 sont équipés pour la réversibilité. Par contre, à la suite d'accidents en 1980 et 1983, les no 203 et 205 sont retirés du service pour servir de réserves de pièces puis mis à la ferraille. Malgré cette réduction du parc à cinq exemplaires, les Renault restent bien présents sur la ligne centrale jusqu'à l'arrivée des nouvelles rames Soulé X 97050 en 1989/97. À la suite de cet apport de matériel neuf, les Renault ne sont plus employés que sur les trains-tramways de la Balagne. Deux engins plus un en réserve étant suffisants pour assurer ce service sur courte distance, le no 207 est garée en attente de révision vers le début des années 1990, à gauche du portail du tunnel de la Torreta, en gare de Bastia. Le no 202, encore en livrée rouge et crème en bon état extérieur, le rejoint vers 1994/95. Ces deux engins seront réformés et serviront désormais de réserve de pièces détachées à Casamozza,. Pendant l'hiver 2003/04, le no 206 retrouve sa livrée classique rouge / crème des années 1960.
Les X 200 ABH 8 sont la propriété de l'État et non de la SNCF.

## Description

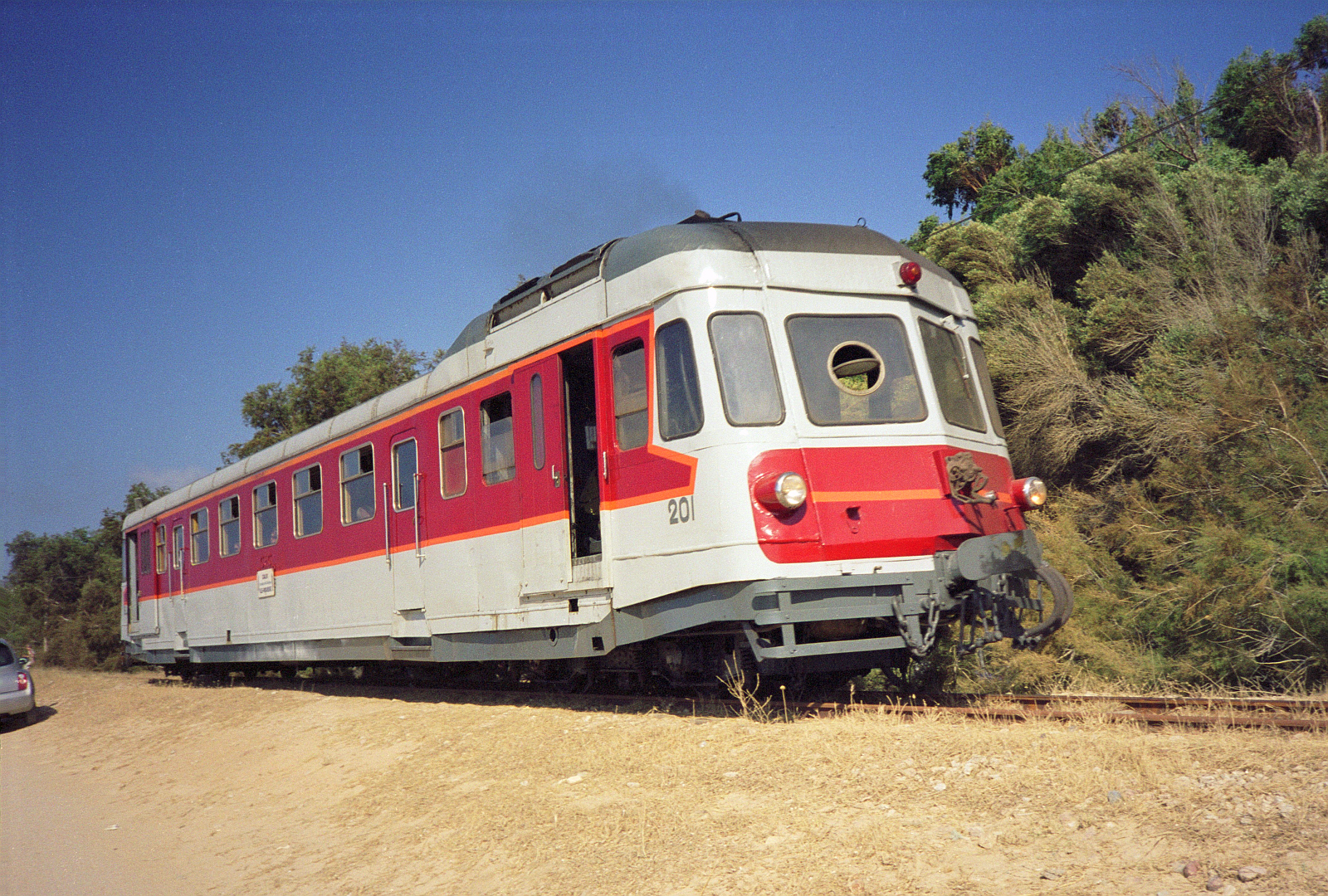
L'autorail ABH 8 201 en livrée « Arzens » à Aregno en 2005.

Les ABH8 sont des autorails diesel à bogies de conception classique, lourds et avec le moteur logé dans un compartiment technique à l'une des extrémités de la caisse. Il n'y a en effet aucune possibilité de retournement des autorails, trop longs pour les plaques tournantes. Le gabarit utilise au maximum les possibilités de la voie métrique avec un rayon de courbe minimal de 100 m, et leurs dimensions sont proches de celles des Renault VH, dont la caisse est seulement 30 cm plus longue et 25,6 cm plus large. Afin de pouvoir tracter des remorques d'autorail ou des voitures du parc, ils sont pourvus à la fois du frein à air comprimé et du frein à vide. Cependant, des remorques assorties n'ont jamais été construites. Quant à la vitesse maximum de 75 km/h, elle correspond aux limites géométriques imposées par le réseau de l'époque, et est identique à celle des autorails Billard d'avant-guerre. Or, le comportement dynamique des ABH 8 étant moins bon sur infrastructure médiocre avec des courbes serrées, ils ne peuvent en réalité pas rivaliser avec les vitesses commerciales atteintes par les Billard.
La motorisation initiale avec un moteur V12 « type 517J » de 300 ch à 1 500 tours par minute n'est cependant pas suffisante pour soutenir un horaire serré sur une ligne de montagne. Lors des grandes révisions, la CFTA remplace les moteurs des no 201, 206 et 207 par des Poyaud "type 517P" de 340 ch (soit 250 kW) qui ont le même encombrement que les moteurs d'origine. Le refroidissement s'opère par une ventilation forcée par des radiateurs jumelés disposés sur la toiture un dans chaque sens. La transmission se fait par l'intermédiaire d'une boîte de vitesses à quatre rapports commandés électro-pneumatiquement et une chaîne cinématique très élaborée. Elle agit uniquement sur le bogie situé en dessous du moteur.
Par rapport à la longueur totale de 20,08 m, l'offre en places assises est modeste, soit de quarante places pour la version avec bar, et de quarante-quatre places pour la version sans bar. L'accès des voyageurs se fait directement dans la grande salle à classe unique, sans vestibules. Les ABH 8 sont d'abord considérés comme 3e classe, puis comme 2e classe après la suppression de la 1re classe initiale en 1956 (qui, en Corse, est déjà intervenue pendant la Seconde Guerre mondiale). Les sièges séparés mi-hauts rembourrés de moleskine sont disposées des deux côtés d'un couloir central, à quatre places de front en vis-à-vis. Les haut des fenêtres sont ouvrantes, et la circulation de l'air est favorisé par de grands ventilateurs de style colonial, situés au-dessus de l'allée centrale et protégés par des cages. Des petits pose-bagages courent au-dessus de la ligne des fenêtres, sur toute la longueur du compartiment. Un W.C. est à la disposition des voyageurs côté moteur, accessible par un court couloir reliant la salle au compartiment-moteur. Le bar est adossé à la paroi du fond, côté compartiment à bagages, et prend toute la largeur de la salle. Les postes de conduite sont installés directement dans le compartiment-moteur juste à côté de celui-ci et le compartiment à bagages, les conditions de travail sont difficiles avec une exposition directe au bruit très important du moteur, qui nécessite le port d'un casque antibruit, à la chaleur, aux émanations de gaz et aux vibrations.
Les deux engins équipés pour la réversibilité (initialement les no 202 et 204) circulent depuis 1986/87 avec les remorques n° XR 113 et 526. Toutes les deux sont des anciens autorails Billard A 150 D démotorisés et récarrossés vers 1965/66 par les Établissements Carde de Bordeaux. Le no 113 est le dernier survivant de la série 101-106 livrée directement aux chemins de fer de la Corse en 1938, et le seul autorail d'origine corse à avoir bénéficié d'une nouvelle carrosserie : cette modification a été financée par la SACFS, alors que l'autorail est resté la propriété de l'État. Quant au no 526, il a été livré en 1947 aux tramways d'Ille-et-Vilaine, puis a roulé sur le Réseau breton à partir de 1950. Il a été recarrossé le dernier, en 1969, et bénéficié d'un traitement particulier avec allongement de la caisse. Les autorails no 113 et 526 ont été démotorisés respectivement en 1987 et automne 1985, tout en gardant leurs numéros.

## Série ABH 8
- X 201 : construit en 1949, mis en service janvier 1950, livré avec 40 pl. ass. et bar, rénové en 2005 par la CFTA en (livrée Arzens), en service jusqu'en 2009, devenu propriété de la FACS en 2016, confié au réseau musée MTVS[14] à Butry sur Oise / Crèvecœur-le-Grand (60) pour être rénové . (arrivée sur site[15])
- X 202 : construit en 1949, mis en service janvier 1950, livré avec 40 pl. ass. et bar, équipé pour la réversibilité vers 1978, réformé, après avoir servi de pièces de rechange aux ateliers de Casamozza, a été ferraillé en Avril 2010.
- X 203 : construit en 1949, mis en service févr. 1950, livré avec 40 pl. ass. et bar, ferraillé en 1980
- X 204 : construit en 1949, mis en service févr. 1950, livré avec 40 pl. ass. et bar, rénové en 2004, équipé pour la réversibilité vers 1978, en service jusqu'en 2009, a été transféré le 21/4/2016 à Lumio au camp Raffali, puis garé sous un hangar le 14/12/2017 (Matériel historique préservé)
- X 205 : construit en 1949, mis en service févr. 1950, 44 pl. ass., accidenté 1983, ferraillé
- X 206 : mars. 1950, 44 pl. ass., rénové en 1986 par la CFTA en (livrée Arzens) et en 2006, en service jusqu'en 2010, a été transféré févr. 2016 avec sa remorque 113 à Lumio au camp Raffali, garé sous un hangar (Matériel historique préservé).
- X 207 : mars. 1950, 44 pl. ass., rénové par la CFTA en (livrée Arzens), réformé après avoir servi de pièces de rechange aux ateliers de Casamozza, a été ferraillé en Avril 2010.
- X 208 : mars. 1950, 44 pl. ass., accidenté et réformé en 1967, ferraillé en 1980[16].

## Dépôt titulaire
EMT de Bastia